# Argyrolobium confertum
Argyrolobium confertum är en ärtväxtart som beskrevs av Roger Marcus Polhill. Argyrolobium confertum ingår i släktet Argyrolobium och familjen ärtväxter. Inga underarter finns listade i Catalogue of Life.